# Бассано-Романо
Бассано-Романо (італ. Bassano Romano) — муніципалітет в Італії, у регіоні Лаціо,  провінція Вітербо.
Бассано-Романо розташоване на відстані близько 45 км на північний захід від Рима, 23 км на південь від Вітербо.
Населення — 5013 осіб (2014).
Щорічний фестиваль відбувається 12 серпня. Покровитель — San Gratiliano.

## Демографія
Населення за роками:

Станом на 1 січня 2023 року в муніципалітеті офіційно проживали 504 іноземці з 52 країн, серед них 242 громадяни країн Євросоюзу та 7 громадян України.

## Сусідні муніципалітети
- Тревіньяно-Романо
- Капраніка
- Оріоло-Романо
- Сутрі
- Веяно